# Марано-ді-Наполі
Марано-ді-Наполі (італ. Marano di Napoli, сиц. Maranu di Nàpuli) — місто та муніципалітет в Італії, у регіоні Кампанія,  метрополійне місто Неаполь.
Марано-ді-Наполі розташоване на відстані близько 180 км на південний схід від Рима, 10 км на північний захід від Неаполя.
Населення — 59 609 осіб (2014).
Щорічний фестиваль відбувається 11 лютого. Покровитель — San Castrese.

## Демографія
Населення за роками:

Станом на 1 січня 2023 року в муніципалітеті офіційно проживало 1615 іноземців з 70 країн, серед них 377 громадян країн Євросоюзу та 295 громадян України.

## Сусідні муніципалітети
- Кальвіццано
- Муньяно-ді-Наполі
- Неаполь
- Куарто
- Вілларикка